# OBK
«OBK» — испанская музыкальная группа, созданная в 1991 году. Участники — Хорди Санчес (исп. Jordi Sánchez) и Мигель Архона (исп. Miguel Arjona) из Барселоны.

## История группы

### Успешный дебют
Хорди Санчес и Мигель Архона познакомились в спортивном клубе Сан-Фелиу-де-Льобрегат. Оба были фанатами таких групп, как Yazoo, OMD и особенно Depeche Mode. На музыкальной сцене дебютировали в рамках контракта с независимым лейблом электронной музыки Konga Music. Их первый релиз состоялся в 1991 году, когда вышел мини-альбом Llámalo sueño... Он стал самым успешным в карьере группы и разошёлся в Испании в количестве 400.000 копий. С эти достижением OBK сразу вошла в историю испанской поп-музыки, установив рекорд по продажам дебютного альбома. Четыре композиции с альбома также были выпущены в виде синглов: ¿De que me sirve llorar?, Oculta realidad, La princesa de mis sueños, и ставший самым крупным хитом Historias de amor.
Два года спустя вышел второй альбом группы, Momentos de fe, выпущенный под лейблом Blanco y negro music. Появление альбома сопровождалось мощной рекламной кампанией, однако успеха дебютного альбома он не достиг и разошёлся в 130 000 копий. На основе альбома были выпущены синглы: Dicen, Robarle al tiempo, Lágrimas de soledad, и Todavía. Первый сингл имел полемическую направленность, поскольку адресовался музыкальным критикам, высказывавшим отрицательное отношение к музыке группы.

### Падение популярности
Третий альбом, Trilogía, вышел в 1995 в рамках контракта с испанским подразделением EMI. Trilogía известна первым синглом, Mi razón de ser, ставшим хитом. За ним в виде синглов были выпущены Nada soy sin ti, Dulce final и Otra canción de amor. Несмотря на ограниченную рекламу, альбом был хорошо принят, но коммерческий успех оказался средним: он разошёлся в 80 000 копий и получил золотую сертификацию. Продажи оказались ниже ожиданий, что испортило отношение группы с издателем.
Через год появился четвёртый альбом, Donde el corazón nos lleve, также изданный EMI. Заглавие альбома («Куда нас могут привести желания») считался ультиматумом EMI. Продажи альбома оказались крайне низкими, сертификации он не получил. Это было началом быстрого заката популярности группы.
В 1998 году вышел сборник Singles 91/98. Он стал прощанием с поклонниками группы, так как EMI полностью потеряла к ней интерес. В альбом вошли композиции En medio de nada, Juicio interior, кавер "De qué me sirve llorar? и ремикс "Historias de amor". Неожиданный успех сборника, разошедшегося в 200 000 копий, вернул группе популярность и дал шанс продолжить сотрудничество с EMI.

### Возвращение на вершину
В 2000 году вышел пятый альбом ANTROPOP, ставший вторым по продажам в истории группы. Он был продан в количестве 300 000 копий в Испании и 800 000 копий в Латинской Америке. Продюсером выступил Карлос Хеан, один из самых известных представителей испанской электронной музыки. В альбом вошло четыре сингла: Tu sigue así, музыкальный клип которого получил премию Ondasза лучшее видео; El cielo no entiende, использовавшийся в качестве заставки для испанского велотура; Falsa moral и Lo tengo que deja. В последующие годы появились альбомы Babylon, Feeling, Ultimatum и 20BK. В июне 2012 года был выпущен новый сингл Promises, в 2013 года — альбом Revolución, в 2015 — альбом De Corazón. Начиная с Ultimatum, издателем группы выступает Warner Music.

## Дискография
- Llámalo sueño (1991)
- Momentos de fe (1993)
- Trilogía (1995)
- Donde el corazón nos lleve (1996)
- Singles 91/98 (1998)
- Antropop (2000)
- Extrapop (2001)
- Babylon (2003)
- Sonorama (2004)
- Feeling (2005)
- Ultimatum (2008)
- 2OBK (2011)
- Revolución (2013)
- De Corazón (2015)